# Phaenocarpa astigmatica
Phaenocarpa astigmatica är en stekelart som beskrevs av Fischer 1974. Phaenocarpa astigmatica ingår i släktet Phaenocarpa och familjen bracksteklar. Inga underarter finns listade i Catalogue of Life.